# Stropharia rugosoannulata
Stropharia rugosoannulata là một loại nấm thuộc họ Strophariaceae, được tìm thấy ở Châu Âu và Bắc Mỹ và đã được du nhập đến Úc và New Zealand. Loại nấm này đã được khám phá vào tháng 4 năm 2018 tại Colombia. Không giống như nhiều loài khác của chi Stropharia, nó được coi là một loài nấm có thể ăn được và được trồng thương mại.
Một nghiên cứu vào năm 2006 được xuất bản trong tạp chí Applied and Environmental Microbiology tìm thấy loài nấm này có khả năng tấn công giun tròn Panagrellus redivivus. Nấm này tạo ra các tế bào gai độc gọi là acanthocyte có khả năng cố định và tiêu hóa giun tròn.